# Loyle Carner
Loyle Carner, nato Benjamin Gerard Coyle-Larner (Lambeth, 6 ottobre 1994), è un rapper britannico.

## Biografia
Originario di Lambeth, Loyle Carner ha pubblicato il suo primo eponimo EP nel 2014, che gli ha permesso di essere stato selezionato come supporting act dei concerti britannici di Joey Badass e di partecipare a festival di rilievo nazionale nel 2015, tra cui il festival di Glastonbury. L'anno seguente, oltre a contendersi il Sound of... della BBC, ha aperto la tappa di Nas presso la O2 Academy Bristol.
Il suo primo album in studio Yesterday's Gone, acclamato dalla critica, si è fermato al 14º posto della Official Albums Chart e ha fatto il debutto nelle classifiche LP delle Fiandre, Francia, Germania e Svizzera. Il progetto, certificato oro dalla British Phonographic Industry per le oltre 100 000 unità equivalenti, è stato in lizza per il premio Mercury all'album del 2017 e contiene le tracce Ain't Nothing Changed e Damselfly, entrambe argento nel Regno Unito. La popolarità riscossa nel corso dello stesso anno frutterà all'artista due nomination ai BRIT Awards 2018 e un NME Award.
Not Waving, but Drowning, uscito nel 2019, è divenuto il suo secondo disco ad ottenere la certificazione d'oro dalla BPI e quello posizionatosi più in alto nella graduatoria britannica (3ª posizione). Per la relativa promozione, Carner ha avviato una tournée di supporto in suolo angloirlandese nella stagione primaverile.
Gli album Hugo (2022) e Hopefully! (2025) sono entrambi arrivati sul podio della graduatoria nazionale; l'ultimo ha accumulato 17 245 unità equivalenti nei suoi primi sette giorni di disponibilità.

## Discografia

### Album in studio
- 2017 – Yesterday's Gone
- 2019 – Not Waving, but Drowning
- 2022 – Hugo
- 2025 – Hopefully!

### Album dal vivo
- 2024 – Hugo: Reimagined (Live from the Royal Albert Hall)

### EP
- 2014 – Loyle Carner

### Singoli
- 2015 – Tierney Terrace/Florence
- 2018 – Ottolenghi (con Jordan Rakei)
- 2019 – You Don't Know (con Rebel Kleff e Kiko Bun)
- 2020 – I Wonder Why (con Joesef)
- 2019 – Loose Ends (con Jorja Smith)
- 2020 – Yesterday
- 2020 – Let It Go (con Erick Arc Elliott e Farr)
- 2022 – Hate
- 2022 – Georgetown (feat. John Agard)
- 2022 – Nobody Knows (Ladas Road)
- 2023 – Take It Slow (con Enny)
- 2024 – A Lasting Place